# AIMP
AIMP — безкоштовний аудіопрогравач з закритим початковим кодом, написаний на Delphi російським програмістом Артемом Ізмайловим.

## Функції та особливості

### Основні функції
- Підтримка таких аудіо-форматів:

CDDA, AAC, AC3, APE, DTS, FLAC, IT, MIDI, MO3, MOD, M4A, M4B, MP1, MP2, MP3, MPC, MTM, OFR, OGG, RMI, S3M, SPX, TAK, TTA, UMX, WAV, WMA, WV, XM.
- 18-смуговий еквалайзер
- Вбудовані звукові ефекти: Реверб, Фланжер, Хорус, Пітч, Темп, Ехо, Швидкість, Бас, Посилення, Придушення голосу
- 64-бітова обробка звуку
- Вивід звуку через: DirectSound / ASIO / WASAPI
- Робота відразу з декількома плейлистами
- Створення закладок і черги відтворення
- Підтримка файлів розмітки (CUE)
- Скробблер Last.fm
- Підтримка модулів розширення функціональності
- Багатомовний інтерфейс
- Гарячі клавіші
- Пошук файлів

### Плейлисти
- Робота з декількома плейлистами
- Індивідуальні налаштування відображення
- Можливість блокування контенту від змін
- Синхронізація контенту з папкою/іншим плейлистом

### Аудіоконвертер
- Багатопотокове кодування
- Кілька режимів кодування
- Один вихідний — один результуючий/Всі вихідні — один результуючий (з можливістю генерації CUE)
- Підтримка основних форматів
- Кодування в формати APE, MP3, FLAC, OGG, WAV, WMA, MusePack і WavPack
- Граббер Audio CD
- Дозволяє імпортувати аудіодані з Audio CD
- Можливість зміни формату вхідного аудіопотоку
- Можливість вимкнення комп'ютера по завершенні конвертування

### Редактор тегів
- Підтримка основних форматів тегів ID3v1, ID3v2, APE, Vorbis, WMA, M4A
- Робота з групою файлів
- Зміни можна застосувати відразу до декількох файлів
- Сортування і перейменування файлів
- Перейменування і сортування файлів по папках за шаблоном
- Replay Gain
- Розрахунок інформації ReplayGain для окремого треку / альбому / групи альбомів
- Заповнення тегів
- Заповнення тегів на основі інформації в імені файлу

### Фонотека
Являє собою органайзер музичних файлів, який дозволяє легко упорядкувати музику, виставити оцінки прослуханим композиціям, вести статистику відтворення

### Планувальник
- Можна задати час запуску відтворення обраного треку з плавним наростанням гучності.
- Підтримка можливості пробудження комп'ютера зі сплячого режиму.
- Можна встановити вимкнення комп'ютера по таймеру або по закінченню черги відтворення

## Нагороди
Триразовий лауреат «Російської національної премії в галузі програмного забезпечення» «Софт року 2009», «Софт року 2010» та «Софт року 2011»: в номінації «Дизайн і мультимедіа».
Дворазовий лауреат «Російської національної премії в галузі програмного забезпечення» «Софт року 2007» і «Софт року 2008»: в номінаціях «Інтерфейс» і «Функціональність».

## Рецензії
У багатьох оглядах AIMP порівнюється з медіаплеєром Winamp. Насамперед рецензенти відзначають схожість інтерфейсів програм, при цьому одні називають це недоліком, в той час, як інші не надають цьому особливого значення. Рецензії мають позитивний характер, хоча крім переваг вказуються і недоліки плеєра.
У короткому огляді версії AIMP Classic на порталі iXBT звертається увага на можливості настройки еквалайзера і функціонал редактора ID3-тегів. У статті на сайті Ferus.ru основними плюсами AIMP Classic називаються широкі можливості настройки відтворення звуку, наявність додаткових утиліт, мінімальне споживання ресурсів.
Перераховуючи переваги і функціональні особливості програми, оглядач ресурсу Softive.ru характеризує AIMP2 як «плеєр, який майже нічим не поступається WinAmp'у, а місцями і перевершує його». У порівняльному огляді популярних аудіо плеєрів він же рекомендує AIMP як плеєр для дому та офісу, зазначивши, однак, при цьому, що плеєр не зовсім ідеальний і постійно допрацьовується.
Онлайн-видання 3DNews в своєму огляді робить акцент на інтерфейсі програми, назвавши його продуманим і відносить це до найголовніших переваг плеєра. Також наголошується швидкість роботи і економна витрата ресурсів, за спостереженнями авторів статті, «AIMP завантажується набагато швидше програвача Winamp». Крім того, рецензенти перевірили твердження про те, що за якістю звуку AIMP2 випереджає своїх конкурентів, проте не виявили жодної різниці між ним і Winamp'ом. За твердженням видання, на середину 2009 року «колись найпопулярніший плеєр Winamp помітно здав позиції, і сьогодні поступається, як мінімум, двом розробкам — foobar2000 і AIMP».
Не менш шести разів AIMP висвітлювали в російському і українському виданнях журналу CHIP. Також плеєр отримав нагороду «Вибір редакції» на міжнародному завантажувальному порталі Chip.eu. Як ключові переваги у третій версії плеєра CHIP виділяє якість звучання, підтримку lossless-форматів, інтернет-радіо і образів музичних дисків, швидкість запуску, зручність засобів наведення ладу в фонотеці, наявність редактора тегів, підтримку DSP-ефектів, вбудований будильник.

## AIMP для Android
- Підтримка великої кількості форматів музики: .APE, .MPGA, .MP3, .WAV, .OGG, .UMX, .MOD, .MO3, .IT, .S3M, .MTM, .XM, .AAC, .FLAC, .MP4, .M4A, .M4B; .MPC; .WV, .OPUS
- Підтримка обкладинок альбому з тегів/з папки з файлом
- Підтримка файлів розмітки (CUE)
- Автоматичне визначення кодування даних в тегах
- Можливість повтору плейлиста / повтору треку / програвання плейлиста без повтору
- Послідовне програвання треків / програвання вроздріб
- Управління з гарнітури
- Управління з «шторки» (для Android v3.0 і новіше)
- Віджет для робочого столу
- Віджет для екрана блокування (для Android v4.2 і новіше)